# Veronika Skvorcova
Veronika Igorevna Skvorcova (in russo Верони́ка И́горевна Скворцо́ва?; Mosca, 1º novembre 1960) è una neurologa e politica russa, Ministro della Salute della Federazione Russa dal 21 maggio 2012 al 15 gennaio 2020.

## Biografia
Medico della quinta generazione in una famiglia di medici, si è diplomata a scuola con una medaglia d'oro nel 1977. Nel 1983 si è laureata nel Dipartimento pediatrico del Secondo Istituto Medico di Mosca (oggi Università nazionale russa di ricerca medica). Nel 1988, ha ottenuto il PhD nello stesso dipartimento.
Dal 1988 al 1997 ha lavorato come assistente di laboratorio medico e professore associato. Nel 1999 è stata tra i fondatori dell'Associazione nazionale per . Dal 2005, è stata Direttore dell'Istituto di ricerca dell'Università nazionale di ricerca medica. Nel luglio 2008, viene nominata Vice Ministro della Salute e dello Sviluppo sociale della Federazione Russa. In questo ruolo ha guidato l'attuazione del "programma vascolare" (2008-2011) con cui sono stati aperti 54 centri vascolari regionali e 145 dipartimenti vascolari primari. Questo è stato il fattore decisivo nella riduzione della mortalità per ictus dal 2008 al 2010 del 15,1%.

### Ministro della Salute
Il 21 maggio 2012, ha assunto il ruolo di Ministro della Salute della Federazione russa nel primo governo di Dmitry Medvedev.
Si è dimessa il 15 gennaio 2020 dopo il discorso del Presidente Vladimir Putin all'Assemblea federale in cui proponeva vari emendamenti alla Costituzione.